# Bliss-Hayden Miniature Theatre
La Bliss-Hayden Miniature Theatre è una compagnia teatrale statunitense del passato situata a Beverly Hills.

## Storia
Fondata dall'attore canadese Harry Hayden e da sua moglie, l'attrice Lelia Bliss nel terzo decennio del XX secolo, fra le sue file recitarono molti attori giovanissimi, che spesso venivano lanciati nel mondo dello spettacolo, quali Veronica Lake, Doris Day, Debbie Reynolds e Marilyn Monroe.  Bliss ricordò poi in un'intervista nel 1975 la giovane Monroe come una ragazza che si adattava a qualunque parte.